# Rubor
Rubor é a vermelhidão da pele que pode ocorrer em qualquer área do corpo, em qualquer extensão,  em virtude da dilatação dos vasos sanguíneos e consequentemente, maior fluxo de sangue naquela área.
O controle da irrigação sanguínea superficial é realizado pelo sistema nervoso autônomo, ou Sistema Neuro-Vegetativo, mas também sofre influências de substâncias liberadas localmente. 
O rubor pode ou não ser um dos sinais de doença, mas, quando desacompanhado de outros Sinais ou Sintomas, geralmente é evento benigno e de resolução espontânea, tão logo cesse o fator causal, a resposta e farcial que tem nos braços pescoço orelha

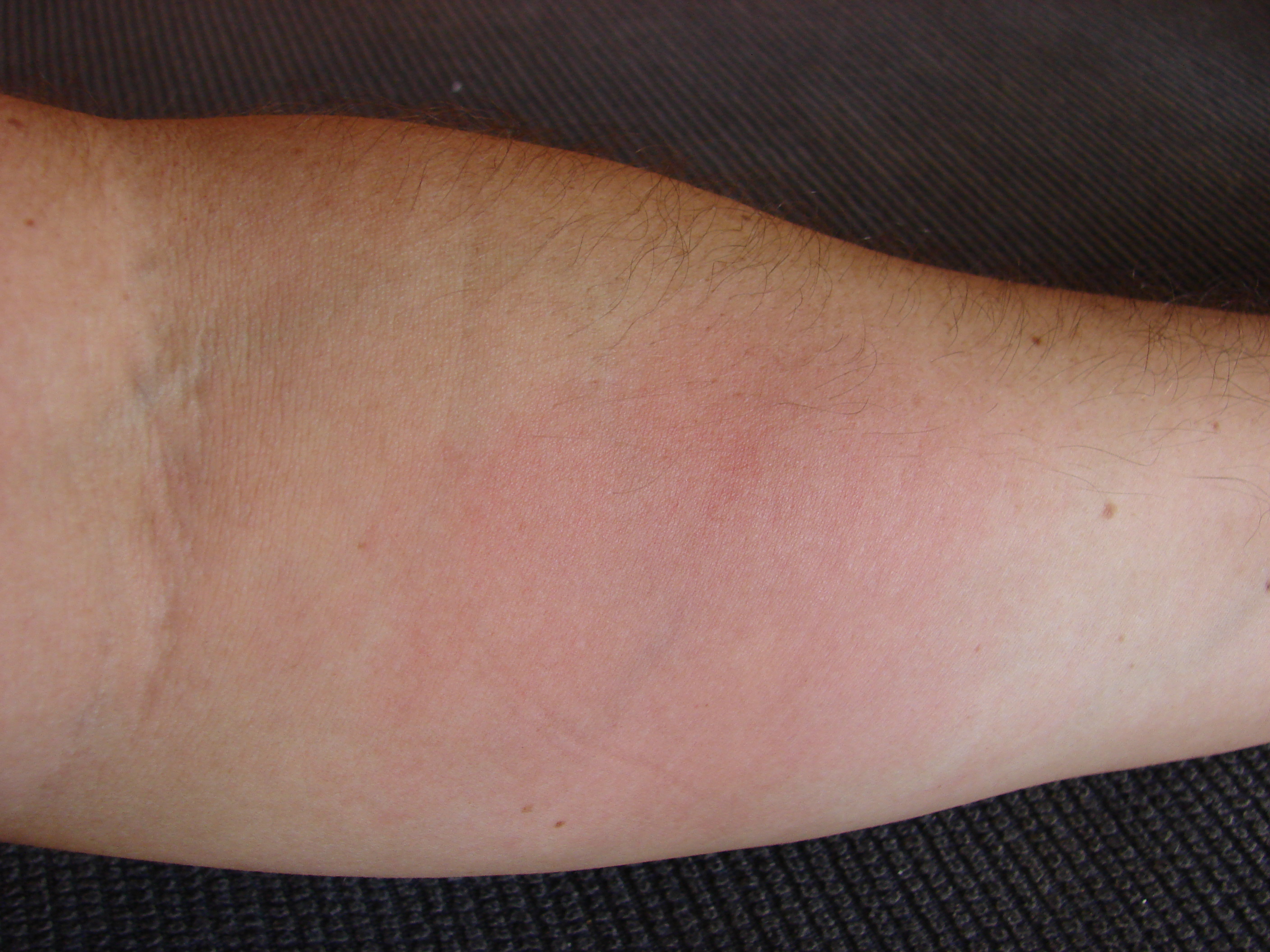
Rubor no antebraço causado por agente físico (trauma)

## Causas de Rubor
As causas de Rubor podem ser internas ou externas.
As causas internas são, entre outras,  a hipertonia do sistema nervoso autônomo parassimpático, as alergias atópicas, emoções, como timidez, e substâncias vasodilatadoras ingeridas ou aplicadas por via endovenosa. As causas externas podem ser agentes físicos, como o calor, radiação solar e os traumatismos,  ou químicos, substâncias cáusticas, solventes voláteis, medicamentos tópicos, substâncias animais ou vegetais,etc.